# Argyrodes flavipes
Argyrodes flavipes là một loài nhện trong họ Theridiidae.
Loài này thuộc chi Argyrodes. Argyrodes flavipes được William Joseph Rainbow miêu tả năm 1916.